# Wichman el Viejo
Wichman I el Viejo (también, Wigmann o Wichmann; 900 - 23 de abril de 944?) fue conde (graf) de Bardengau y Wigmodien (en el Weser, entre Bremen y el norte de Hadeln). Perteneció a la Casa de Billung sajona. Era hermano de Amelung, obispo de Verden, y Herman, duque de Sajonia.

## Biografía
En 938, Wichman se rebeló porque su hermano menor, Herman, había recibido un mando militar sobre los extremos septentrionales del ducado de Sajonia. Creía que tenía un derecho más fundado a ese cargo debido a que era mayor y por su Königsnähe (cercanía al rey), ya que estaba relacionado por matrimonio con la reina viuda Matilde. Se le unieron Eberardo de Franconia, y Thankmar, el medio hermano del rey Otón Otto I. La revuelta fue aplastada pronto. Thankmar murió ese mismo año en el que él y Eberardo llegaron a un acuerdo. Wichman se alió con algunos eslavos y guerreó contra sus antiguos compatriotas. Se reconcilió con Otón en 941.

## Vida personal
Wichman se casó con Frederuna (o Fridaruna), hermana de la reina Matilde. Se convirtió en monja después de la muerte de su marido y murió el 18 de enero de 971. También le dejó al menos tres hijos y una hija:
- Wichman II
- Bruno, obispo deVerden
- Egberto el Tuerto
- Eduviges (Hedwig, Hathui), casada con Sigfrido, hijo de Gero el Grande, posiblemente madre de Gero, conde de Alsleben.

Wichman y Frederuna puede que fueran los padres de Dietrich, margrave de la Nordmark.